# Уильямсберг (Бруклин)
Уи́льямсберг (англ. Williamsburg) — район на севере боро Бруклин, Нью-Йорк. На севере Уильямсберг ограничен районом Гринпойнт, на востоке — районом Ист-Уильямсберг, на юге — улицей Флашинг-авеню, на западе — проливом Ист-Ривер.

## История
В середине XVII века на территории района появилось голландское поселение Босвейк (нидерл. Boswijck). В 1663 году в нём обосновалось несколько фермеров из Европы. 
В начале XIX века спекулянт недвижимостью Ричард Вудхулл выкупил в этом районе 5,3 га земли и запустил паромное сообщение до Манхэттена. В 1806 году, однако, Вудхулл разорился. Тем не менее, спустя всего 12 лет торговец Дэвид Данэм запустил новый паром и пожертвовал значительные средства на развитие поселения. В 1827 году оно было преобразовано в деревню Уильямсберг (англ. Williamsburgh).
В 1852 году, когда Уильямсберг получил статус города, его население составляло 31 000 человек. Спустя ещё три года он вошёл в состав Бруклина. В Уильямсберге селились выходцы из Германии, Австрии и Ирландии. В те годы он был типичным промышленным районом: кроме доков, верфей, литейных цехов и спиртовых заводов в Уильямсберге насчитывалось множество отелей, питейных и развлекательных заведений. К компаниям, основанным в районе, относится фармацевтическая корпорация Pfizer.
В начале XX века население Уильямсберга превысило 100 000 человек. Притоку жителей поспособствовало открытие в 1903 году Вильямсбургского моста. В Уильямсберге появились еврейские, итальянские, польские, русские и литовские диаспоры. К 1917 году плотность населения в районе была одна из самых высоких в Нью-Йорке. В 1920 году в Уильямсберге проживало уже 260 000 человек. В 1930-х годах перенаселённый район стали покидать зажиточные граждане, еврейское же население продолжало увеличиваться за счёт беженцев из охватываемой нацистскими настроениями Европы.

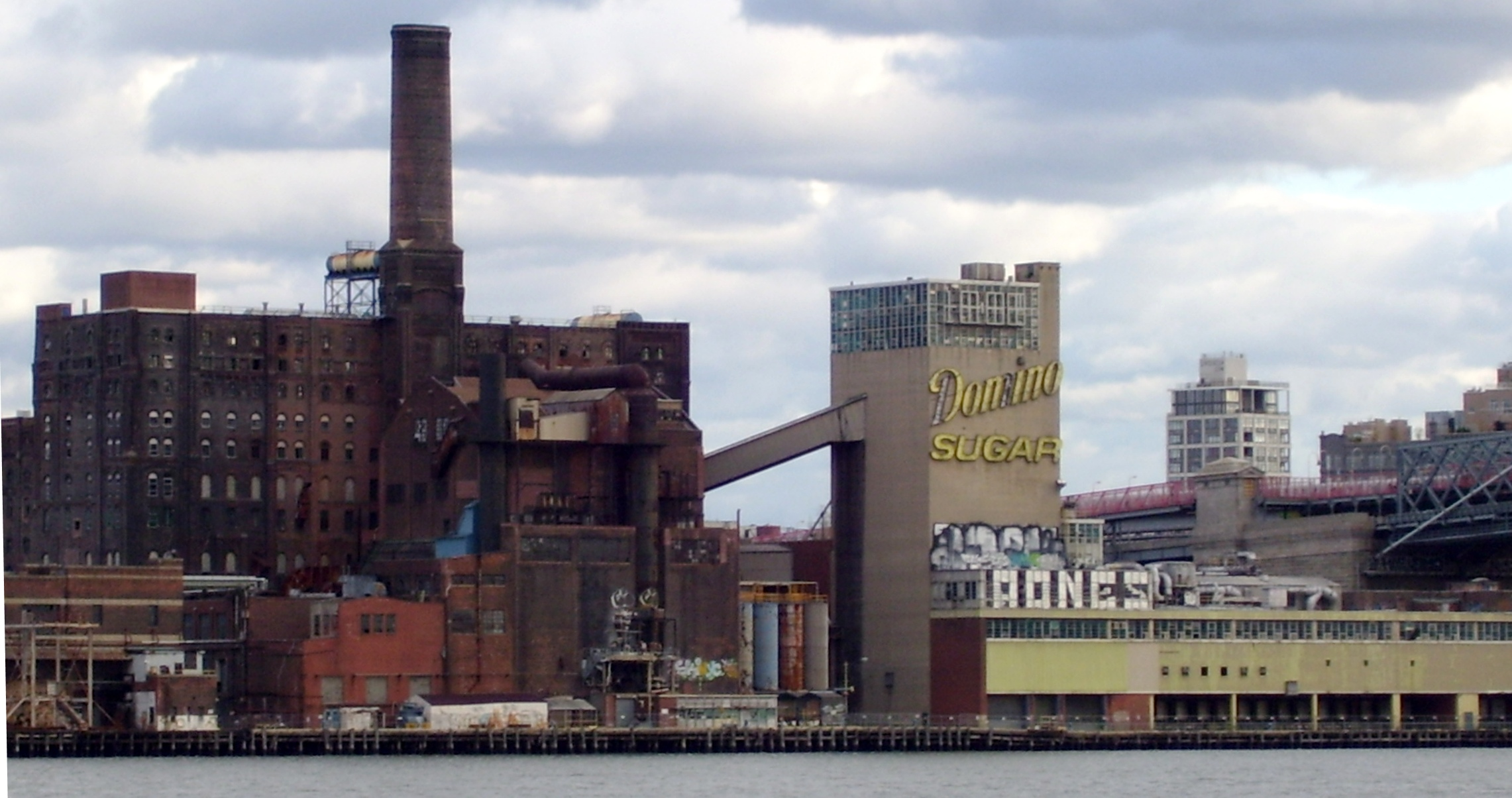
Бывший рафинадный завод Domino Sugar

К середине столетия большая часть ветхого жилья района была снесена. На его месте была возведена муниципальная застройка. Так, в 1957 году в рамках прокладки через район межштатной автомагистрали I-278 было снесено свыше 2000 домов.
Некоторая часть уцелевшей застройки в 1980-х годах была отреставрирована. Тогда же в районе начали массово селиться выходцы из стран Латинской Америки, такие как пуэрториканцы и доминиканцы. В то же время из манхэттенского Ист-Виллиджа, становившегося всё более фешенебельным, в Уильямсберг стали переселяться артисты и музыканты. Они преобразовывали в лофты бывшие производственные помещения компаний, которые вывели свои мощности из Уильямсберга.
По состоянию на начало XXI века в Уильямсберге ещё оставались промышленные предприятия. В основном они были представлены станциями переработки и транспортировки отходов, в том числе радиоактивных. В то же время из-за продолжающейся джентрификации и, как следствие, роста цен на жильё, Уильямсберг начали покидать некогда перебравшиеся сюда представители творческих профессий.

## Население
По данным на 2011 год, численность населения квартала составляла 126 183 жителя. Средняя плотность населения составляла около 22 373 чел./км², что примерно в 1,7 раз выше средней плотности населения по Бруклину. Почти половина жителей была представлена латиноамериканцами и около трети — белыми. Средний доход на домашнее хозяйство был ниже среднего показателя по городу чуть более чем в 1,5 раза: $35 499.
В районе проживает одна из наиболее крупных хасидских общин, главным образом составленная из приверженцев сатмарского направления (около 60 000 человек). В 1977 г. сатмарская община приобрела участок, на котором был основан посёлок Кирьяс-Джоэл вдали от Нью-Йорка, куда переселилась часть общины, недовольная светской жизнью города.

## Общественный транспорт
Уильямсберг обслуживается линиями G, J, L, M и Z Нью-Йоркского метрополитена. 
По состоянию на апрель 2014 года в районе действовали автобусные маршруты B24, B32, B46, B48, B57, B59, B62 и B67.